# 中野晴啓
中野 晴啓（なかの はるひろ、1963年 - ）は、日本の実業家。なかのアセットマネジメント社長。セゾン投信株式会社創業者で、前・セゾン投信株式会社代表取締役会長CEO。セゾン文化財団理事、NPO法人元気な日本をつくる会理事、元・投資信託協会副会長（2021年から2023年）。
積立投資・長期投資による資産形成の普及に努めており、「積立王子」と称される。

## 経歴
東京都出身。1987年、明治大学商学部を卒業し、クレディセゾンに入社。セゾングループの金融子会社にて資金運用業務を担当、その後投資顧問事業を立ち上げ海外資産運用コンサルティングなどに従事。インベストメント事業部長等を経て、2006年にセゾン投信を設立し、2007年４月に社長に就任。
セゾン投信では、ヴァンガード・グループとの提携などにより、長期投資型ファンドを設定し、販売会社を介さず直接販売を実施。販売手数料が無料で、信託報酬も（当時としては）低かった。当時は投信の購入手数料がおしなべて高く、また投資信託の販売元である金融機関が手数料で儲けるために、顧客の投資信託先を次々と乗り換えさせる例が多かったことから、ローコストの直販投信によって長期投資を実現するという中野の方針は画期的だった。中野は顧客に対してたびたびセミナーなどを開催し、長期投資の普及に努めた。
2015には自身がCIOとして携わる、「セゾン・バンガード・グローバルバランスファンド」の純資産残高が1,000億円を突破するなど、順調に業績を伸ばした。R&Iファンド大賞を3年連続受賞、リッパーファンドアワードジャパン2016最優秀ファンド賞受賞するなど、市場では評価を得ていた。
2014年には日本郵便の資本参加を受け入れた。当初は郵便局窓口でのセゾン投信の金融商品の販売を行わず、セゾン投信の広告ポスター掲示や長期投資セミナーによる販促活動のみを行っていったが、2017年よりゆうちょ銀行のインターネットサービス「ゆうちょダイレクト」への商品提供を開始した。また、2016年より楽天証券の個人型確定拠出年金サービス（iDeCo）への商品提供を開始した。中野の方針により、セゾン投信では価値観を共有しない外部の金融機関への商品提供を選別していたことから、外販は非常に限定的だった。
2019年に金融審議会「市場ワーキング・グループ」の中核メンバーとして金融庁に報告書を提出。2024年より開始される「新NISA」の制度設計にも中核的に関与した。
2020年にセゾン投信の代表取締役会長となる。2023年にはセゾン投信の運用残高が約6000億円に達したが、競合他社には1兆円を超えるファンドもある中、親会社のクレディセゾンとしては不満に思っていた。2024年開始の「新NISA」を控え、直接販売にこだわる中野と外部販売の拡大を主張するクレディセゾンの林野宏会長の溝が深まっており、2023年6月28日の定時株主総会および取締役会で、中野はセゾン投信の代表取締役会長CEOを退任した。親会社のクレディセゾンとの対立による「事実上の解任」と報じられ、本人も「不本意な退任だ」とインタビューに応じている。
2023年9月、新たに「なかのアセットマネジメント」を設立。セゾンを事実上解任された中野に対して金融業界は同情的で、2023年11月には第一生命ホールディングスとスパークス・グループからそれぞれ3億円ずつ出資を受け、加えて2024年2月にはソニーフィナンシャルグループから3億円の出資を受けた。
2024年4月、楽天証券においてなかのアセットマネジメントの新規投資信託の取扱を開始した。

## 人物
趣味はゴルフ。
中野は、1990年代ごろの日本の投資信託業界は、証券会社が手数料で儲けるために、客に半年ごとの回転売買をさせることが当たり前で、このようなやり方では本当に良い投資ができないと考えていた。「さわかみ投信」創業者の澤上篤人の思想に感銘を受けて弟子入りした。クレディセゾンの社長だった林野宏に手紙を書いて、長期投資のためのファンドを設立したいと訴えたのが、セゾン投信設立のきっかけである。セゾン投信を設立してからの1年間は、澤上と毎週末に同行し、日本各地で「直販クラブ勉強会」と称したセミナーを開催した。独立系投資信託会社を運用することで、銀行や証券会社などの金融商品販売会社の都合に左右されずに長期投資に向いた金融商品を個人投資家に提供できると考え、セゾン投信を設立した。長期投資の普及を目指し、日本全国でセミナー活動を精力的に展開している。
アクティブファンドには肯定的である。アクティブファンドは長期投資に向かず、長期投資ではアクティブ運用はインデックス運用に勝つのは難しいと認めているものの、アクティブファンドは景気の良い時に積極的なリターンを狙えると考えている。セゾン投信でもインデックスファンドとは別にアクティブファンドを運用しており、両方を組み合わせた「コア・サテライト戦略」を勧めている。

### 草食投資隊
2010年に、コモンズ投信会長の渋澤健、レオス・キャピタルワークスCIO（最高運用責任者）の藤野英人と、「草食投資隊」を結成。直販投信ビジネスという共通点からもともと親交があったが、2009年に日経マネーでの鼎談（ていだん）が結成のきっかけとなる。
「「長期投資が根付いていないよね、根付かせたいよね」という３人共通の思い。長期投資に対する熱い思いを改めて確認し合い、これをなんとかカタチにしたいと思ったのです。「草食投資隊」として最初のアクションは、本を書くことでした。ちょうどその頃、巷で、肉食系、草食系という言葉が流行っていた頃です。投資は、肉食系のイメージだけど、本当は違うのではないかな、提案していきたいのは、毎月コンスタントに積立てをして、ドキドキしない投資だよね、それって草食系？ という流れで「草食投資隊」となりました。」と語っている。

## 著書
- 「積立による長期国際分散投資で実現する「いそがない資産運用」のススメ。」（田口知隆との共著、2009年、秀和システム） ISBN 978-4798022475
- 「運用のプロが教える草食系投資」（渋澤健・藤野英人との共著、2010年、日本経済新聞社） ISBN 978-4532354213
- 「積立王子の毎月5000円からはじめる投資入門」（2010年、中経出版） ISBN 978-4806138617
- 「投資信託は、この８本から選びなさい。」（2011年、ダイヤモンド社） ISBN 978-4478015292
- 「定年までにいくらあれば生きていけるか いま知っておきたい「資産運用」と「年金」のこと」（井戸美枝との共著、2012年、アスキーメディアワークス） ISBN 978-4048866736
- 「20代のうちにこそ始めたいお金のこと」（2012年、すばる舎） ISBN 978-4799101858
- 「30歳からはじめる お金の育て方入門 -貯めながら殖やす新しい習慣-」（渋澤健・藤野英人との共著、2013年、同文館出版） ISBN 978-4495521714
- 「年収500万円からはじめる投資信託入門」（2013年、ビジネス社） ISBN 978-4828417127
- 「最新版　投資信託はこの9本から選びなさい」（2013年、ダイヤモンド社） ISBN 978-4478025444
- 「預金バカ　賢い人は銀行預金をやめている」（2014年、講談社） ISBN 978-4062728607
- 「投資信託はこうして買いなさい」（2014年、ダイヤモンド社） ISBN 978-4478028858
- 「見る・読む・深く・わかる 入門 投資信託のしくみ」（2014年、日本実業出版社） ISBN 978-4534052230
- 「投資バカ　賢い人は金融機関を信じない」（2015年、朝日新聞出版） ISBN 978-4022736246
- 「図解 お金持ち入門 (お金のきほん)」（2016年、学研プラス） ISBN 978-4058005903
- 「長期投資のワナ ~ほったらかし投資では儲かりっこない」（2016年、宝島社） ISBN 978-4800249005
- 「退職金バカ　５０歳から資産を殖やす人、沈む人」（2016年、講談社） ISBN 978-4062729437
- 「マンガでまる分かり！ 知らないと後悔する「iDeCo」～確定拠出年金～」（佐々木昭后との共著、2017年、幻冬舎） ISBN 978-4344838680